# Грудне кружальце

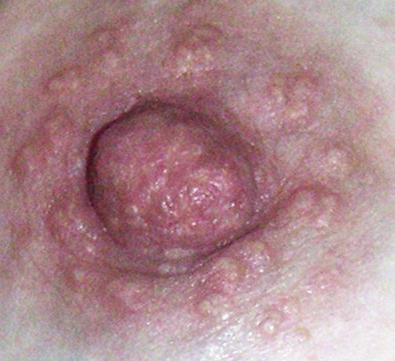
Залози ареоли

Грудне кружальце, арео́ла (лат. areola — «майданчик»; від area — «відкрите місце») — пігментована ділянка навколо соска.

## Опис
Ареола приблизно окреслює ділянку соска молочної залози. Колір пігменту відрізняється у різних людей в діапазоні від світло-рожевого до темно-коричневого, залежно від кількості двох з'єднань меланіну: eumelanin (коричневий пігмент) і pheomelanin (червоний пігмент).
Колір ареоли може змінюватися через гормональні зміни, які викликані менструацією, деякими лікарськими препаратами та старінням. Зазвичай під час вагітності ареола темніше. Після пологів їх первинний колір може бути відновлений частково або повністю, однак це індивідуально для кожної жінки.
Розмір і форма ареоли також широко варіюються. Ареоли у жінок, як правило, більші, ніж у чоловіків і дівчаток до настання статевої зрілості. Ареола у більшості чоловіків має діаметр близько 25 міліметрів, а у жінок близько трьох сантиметрів. У деяких жінок ареола може досягати десяти сантиметрів. У жінок з відносно великими грудьми й у жінок під час грудного вигодовування розмір ареоли може перевищувати 10 см.
Форма ареоли, як правило, кругла, але, значно рідше, у деяких чоловіків і жінок може мати форму еліпса.

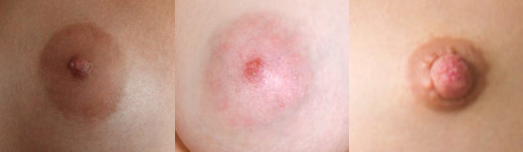
Різні форма та пігментація ареоли